# Norma Ramírez
Norma Julieta Ramírez Bustos (Concepción, Chile; 26 de mayo de 1964) es una artista visual y docente chilena. Licenciada en Artes Visuales por la Universidad de Chile. Formó parte de la Quinta Muestra de Arte Iberoamericano del Programa de Residencias Artísticas para Creadores de Iberoamérica con la obra Ül (canto en lengua mapudungun). Expuso sus obras en el Museo de Artes Visuales en Santiago de Chile. Premio Altazor a las Artes Nacionales 2014.
Realizó exposiciones en los principales museos y centros culturales de Chile y en países como Alemania, Francia, España,  México, etc

## Formación académica

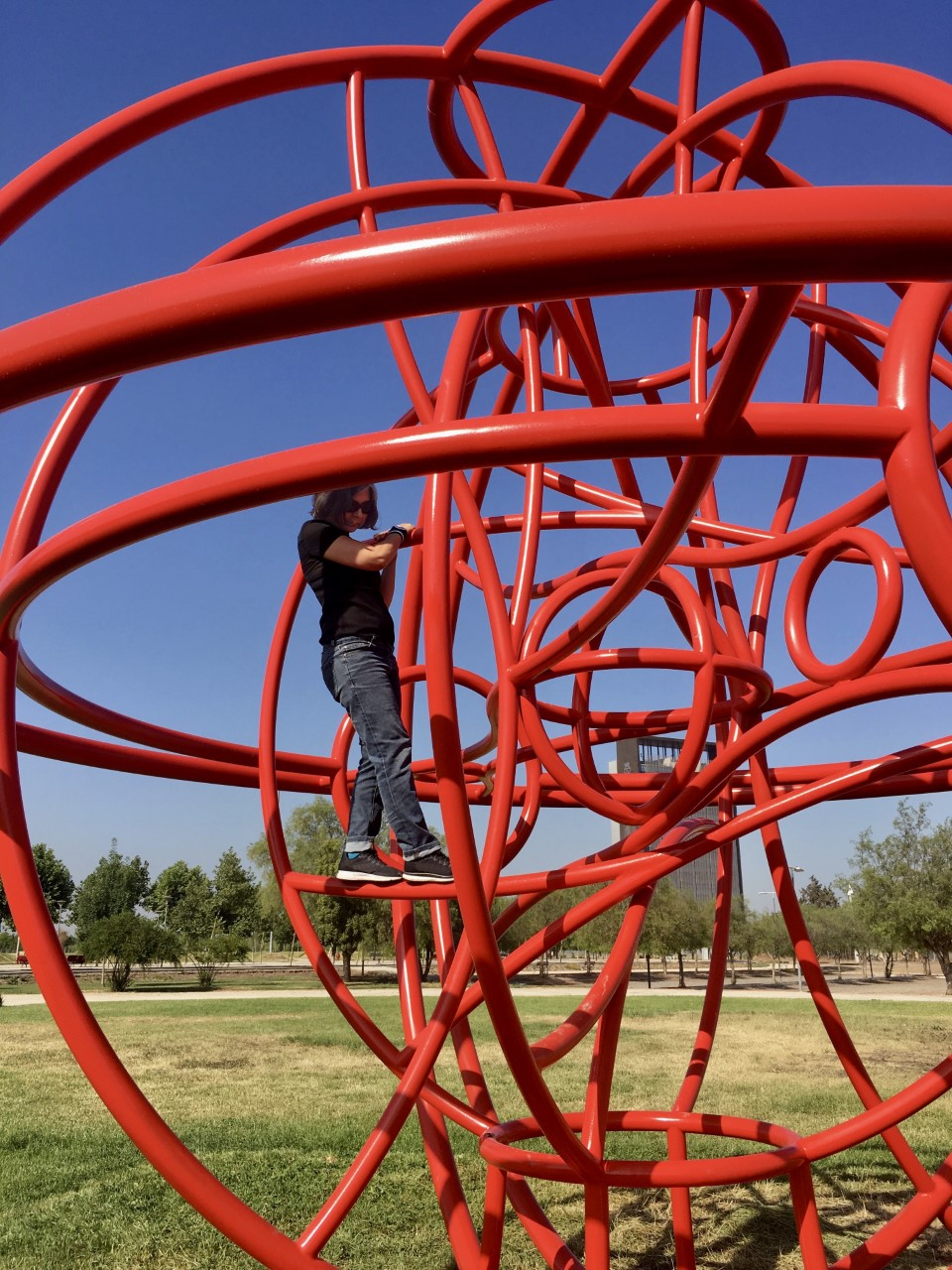
Erde, en Parque Bicentenario Cerrillos.

En 1982 se inició en un curso de Dibujo de Figura Humana en la Universidad Católica de Chile, para luego licenciarse en  Artes Plásticas con una especialidad en Escultura, Universidad de Chile entre 1983 y 1989. Durante 1988 participó en el IX Curso Interamericano de Diseño Artesanal, organizado por OEA, CIDAP y la República Oriental del Uruguay. Ese mismo año fue galardonada en el Concurso de ARTE JOVEN Chile Crea. Desde 1991 a 1993 viajó a México a realizar el Postgrado en Artes Visuales, especialidad en Escultura en la Academia de San Carlos, UNAM.
En 2000 recibió una distinción por su carrera artística por parte de ALCATEL Amigos del arte. Participa creando diversas obras para liceos y municipalidades del país. 
En 2014, tras varias nominaciones, recibió el Premio Altazor de las Artes Nacionales
La Asociación de Pintores, y Escultores de Chile le otorgó en 2018  el Premio APECH,José Balmes.
Una de sus obras más reconocidas es Ül (canto en lengua mapudungun) obra compuesta por 2000 piezas realizadas en poliéster y tierra de comunidades indígenas de San Luis Potosí, cuenta también con material sonoro y lectura de poemas de Leonel Lienlaf en lengua mapudungun y en español. La obra intenta cuestionar la función de los sistemas del lenguaje a partir de la representación del estilo cotidiano y poético.
Dentro de su trabajo en pos de los Derechos Humanos diseñó la Plaza de La Esperanza en el Parque por la Paz Villa Grimaldi. 

El directorio de la Corporación Parque por la Paz Villa Grimaldi se siente orgulloso de que una de las importantes esculturas de nuestro sitio haya sido diseñada por Norma Ramírez, con quien trabajamos recientemente en la reconstrucción de la plaza”   

## Trabajo artístico
Participó desde 1988 en exposiciones colectivas, individuales y obras públicas tanto en su ciudad natal como en el extranjero:
| Año  | Exposiciones Obras Públicas                                                       | Lugar                                                                                |
| ---- | --------------------------------------------------------------------------------- | ------------------------------------------------------------------------------------ |
| 1990 | Arriba,                                                                           | Galería Espaciocal, Santiago, Chile.                                                 |
| 1990 | El vuelo excede el ala y más allá de tu mirada                                    | Galería STAUACH, Universidad Autónoma de Chapingo Texcoco, Estado de México, México. |
| 1994 | La oquedad del tacto                                                              | Galería Fundación Amigos del Arte, Santiago, Chile.                                  |
| 1995 | Aliento                                                                           | Museo de Arte Moderno de Chiloé, Chile.                                              |
| 1996 | Mi Pequeño Tesoro                                                                 | Galería Universidad Diego Portales, Santiago, Chile.                                 |
| 1996 | Parque por la Paz, Diseño y realización del espacio escultórico                   | Ex Villa Grimaldi, Comuna Peñalolén, Santiago, Chile.                                |
| 1997 | Profano-Sagrado                                                                   | Museo de Arte Contemporáneo, Santiago, Chile.                                        |
| 1997 | "Presencias en Pudahuel". Esculturas en paseo peatonal                            | Comuna de Pudahuel, Santiago, Chile.                                                 |
| 1999 | Cuerpo                                                                            | Galería ARTESPACIO, Santiago, Chile.                                                 |
| 1999 | Piel                                                                              | Museo de Santiago, Casa Colorada, Santiago, Chile.                                   |
| 2000 | Carne                                                                             | Galería Amigos del Arte, Santiago, Chile                                             |
| 2001 | A un lado de tu piel,                                                             | Galería Gabriela Mistral, Santiago de Chile.                                         |
| 2001 | “Piedra sobre piedra”                                                             | FONDART Nacional. Juegos escultóricos en Diaguitas, IV Región, Chile.                |
| 2001 | SAMSA                                                                             | Galería Centro de Extensión, Universidad Católica de Chile. Santiago, Chile.         |
| 2001 | ART-ISOTOPE                                                                       | Dortmund, Alemania.                                                                  |
| 2001 | La parte maldita                                                                  | Galería ARTESPACIO, Santiago, Chile                                                  |
| 2001 | Canto-Mudo                                                                        | Sala Juan Egenau, Universidad de Chile, Santiago de Chile                            |
| 2001 | Hembra                                                                            | Museo de Artes Visuales, Santiago de Chile                                           |
| 2001 | Huella                                                                            | Galería Brigitte Bailer, Dortmund, Alemania                                          |
| 2003 | “Emboscada” Concurso de Arte Público MOP                                          | Liceo "El Olivar", Vallenar III Región, Chile.                                       |
| 2008 | Mon                                                                               | Galería ARTESPACIO, Santiago, Chile                                                  |
| 2008 | Trawa                                                                             | Museo de Arte Contemporáneo, Santiago de Chile                                       |
| 2009 | Piel                                                                              | Centro Nacional de las Artes, México D.F.                                            |
|      | Beca Fondart, “Cultivo cultural”, proyecto de creación, mural en mosaico cerámico | Casa de la cultura, Vicuña, Chile.                                                   |
| 2012 | Los nombres del silencio, Intervención urbana                                     | Festival de las Artes CNCA Coquimbo, Peñuelas Chile.                                 |
| 2013 | "El silencio", exhibición                                                         | Museo de Artes Visuales (MAVI), Santiago de Chile.                                   |
| 2016 | Piel                                                                              | Museo de Arte Contemporáneo, Santiago de Chile.                                      |
| 2018 | Viento                                                                            | Museo de Arte Moderno de Chiloé                                                      |
| 2018 | Viento                                                                            | Premio Apech José Balmes, Sala Santiago Nattino. Santiago de Chile.                  |
| 2018 | Viento                                                                            | Centex Ministerio de las culturas, las Arte y el Patrimonio, Valparaíso, Chile       |